# Castello di San Pietro in Cerro
II castello di San Pietro in Cerro è un complesso fortificato che si trova nell'omonimo comune, in provincia di Piacenza. Posto in pianura nella campagna della bassa val d'Arda in posizione equidistante dalle città di Piacenza e Cremona. Fa parte del circuito Associazione dei Castelli del Ducato di Parma, Piacenza e Pontremoli.

## Storia
La data di costruzione, il 1491, è testimoniata dalla epigrafe in pietra posta nel cortile, probabilmente edificato sui resti di uno più antico del XIII secolo testimoniato dalle tracce di un fossato e un rivellino; la località era un avamposto piacentino contro le scorrerie dei cremonesi. Fu costruito da Bartolomeo Barattieri, figlio di Francesco studioso del diritto e ambasciatore, che acquistò il feudo nel 1446 da Bianca Maria Visconti, vedova di Francesco Sforza. La famiglia Barattieri, che risiedeva a Piacenza, mantenne il possesso del castello, usato come residenza di campagna, per quasi cinquecento anni.

## Struttura

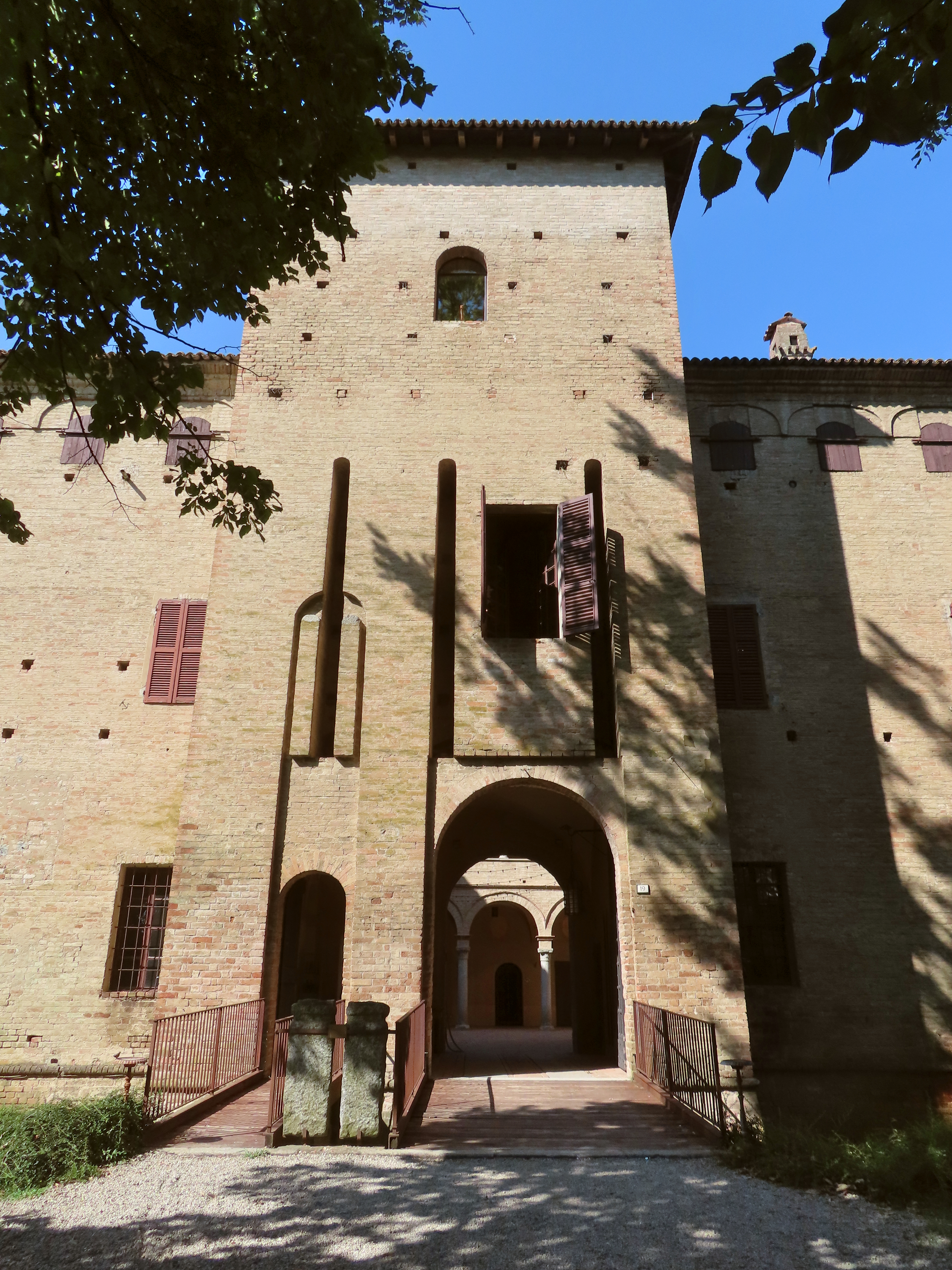
Mastio

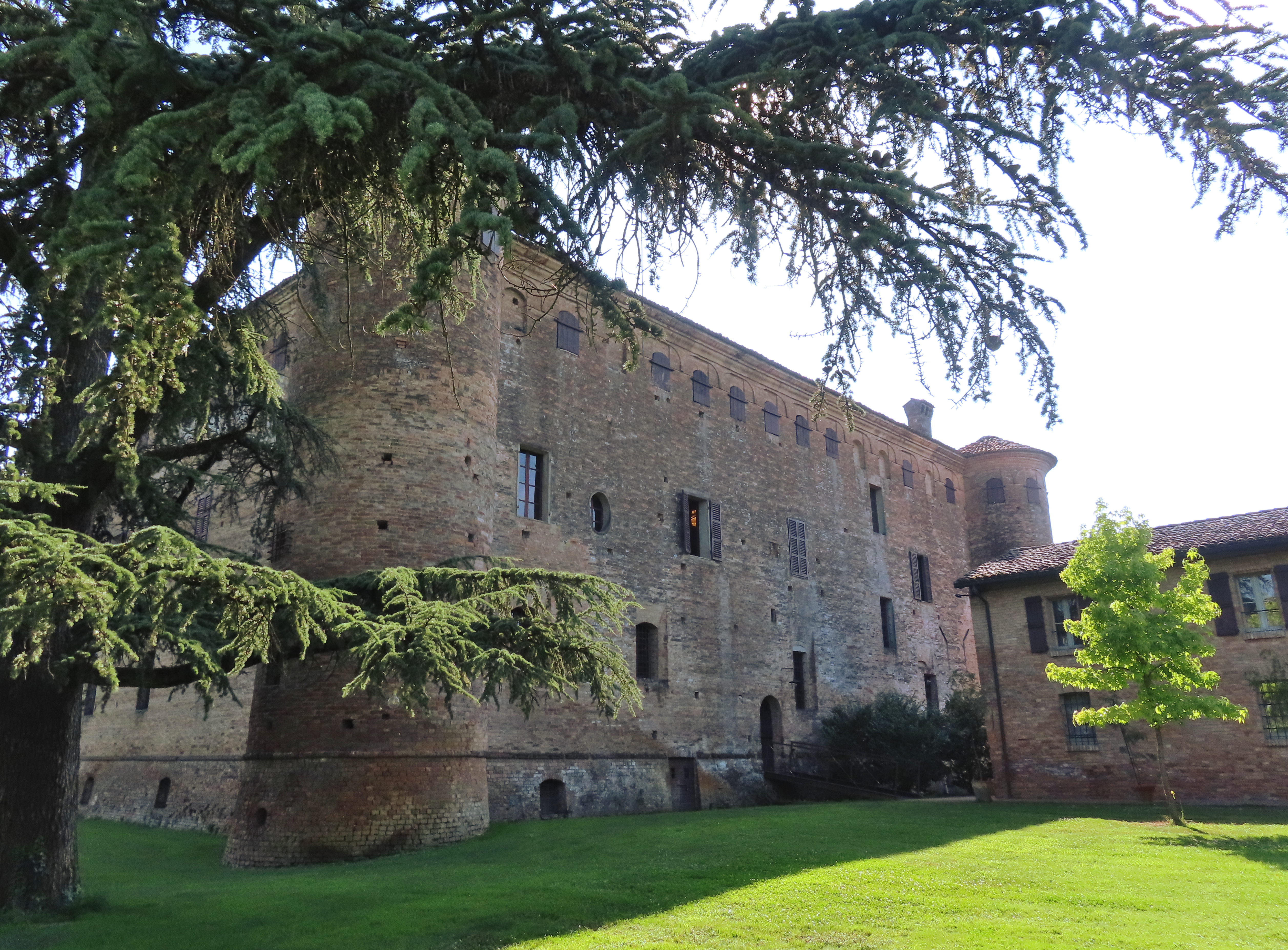
Lato nord

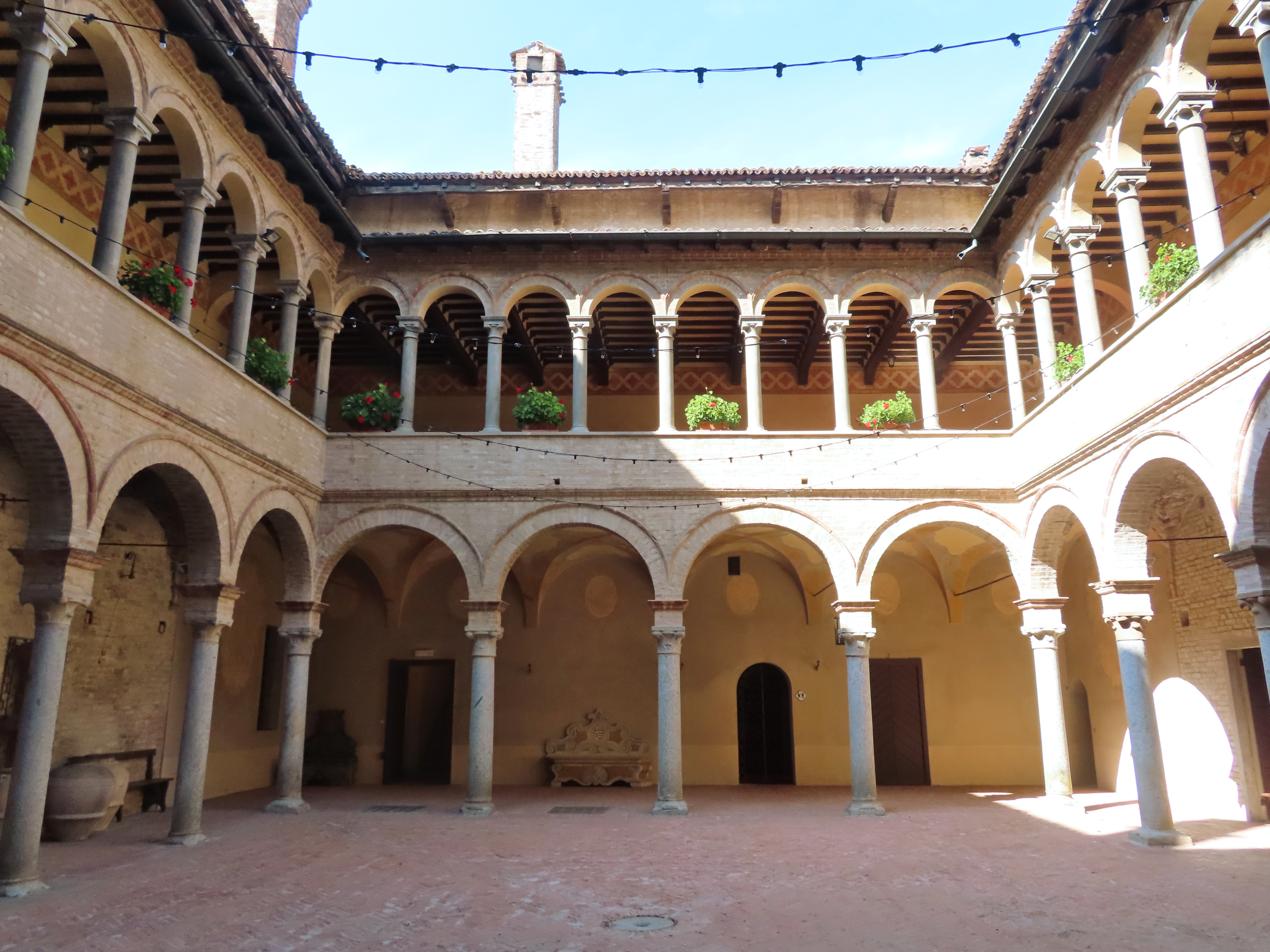
Lato nord del cortile interno

Costruito interamente in laterizio ha pianta quadrangolare con cortile interno, ingentilito da un doppio loggiato quattrocentesco. Due snelle torrette cilindriche sporgono dagli spigoli del lato nord, l'ingresso è protetto dal mastio che porta i segni delle bolzoni del ponte levatoio ed è aperto verso sud, preceduto da un viale alberato. Particolare è la chiusura con ventiere, sportelli in legno basculanti, delle aperture della fascia superiore delle mura.
Il fatto di non essere la residenza principale ha fatto sì che il castello sia arrivato ai nostri giorni ben conservato e con poche modifiche.
La trasformazione in residenza ha portato al riempimento del fossato per far posto al giardino e all'apertura di finestre sulle facciate.
All'interno i saloni affrescati, con soffitti a cassettone, ospitano lussuosi arredi.

## MiM-Museum in Motion

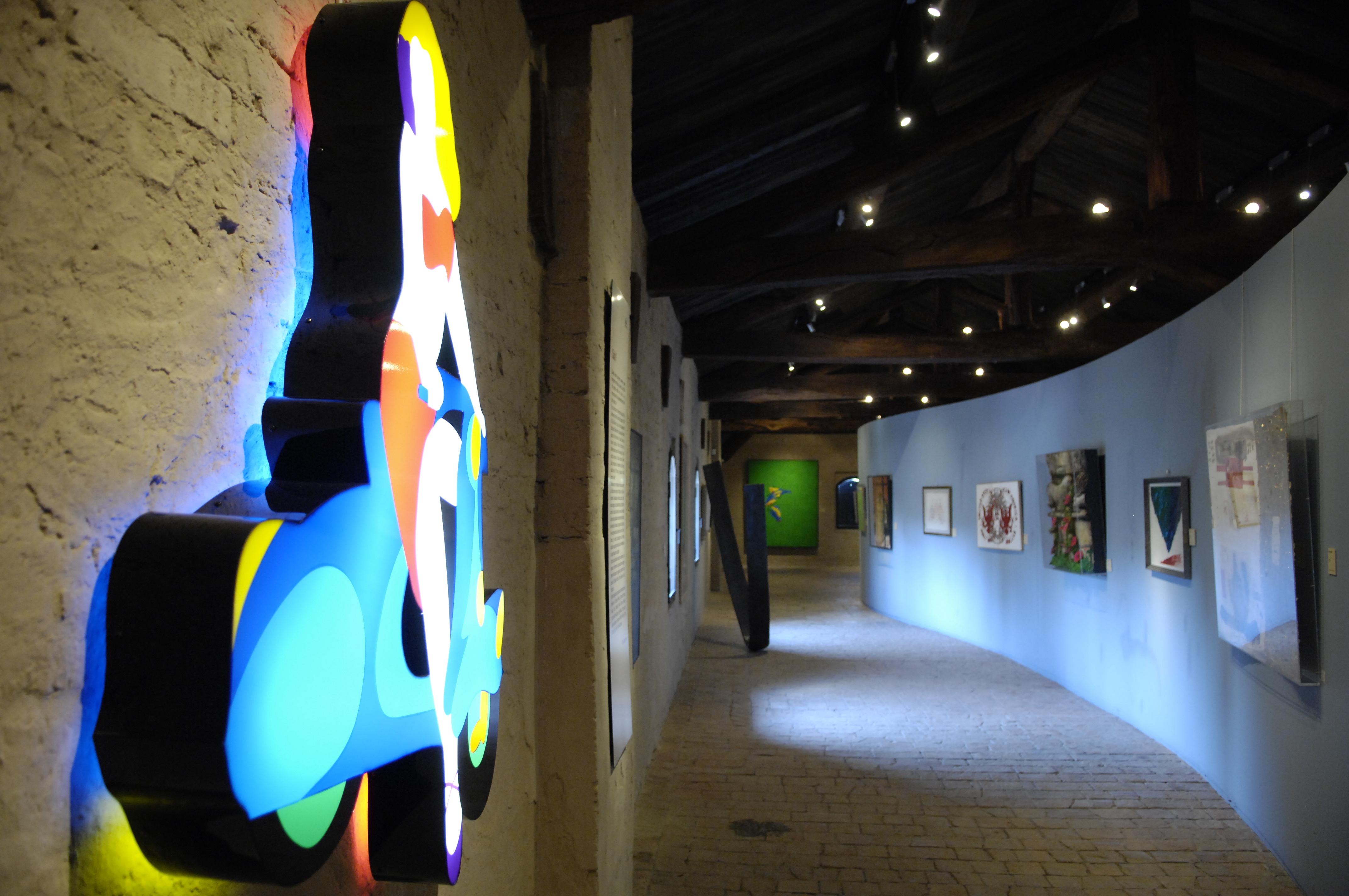
Interno del MiM

Gli spazi del sottotetto ospitano l'esposizione Museum in Motion che raccoglie opere di pittura e scultura del secondo dopoguerra, di artisti italiani ed internazionali, con una particolare attenzione per gli artisti piacentini.